# Nikolai Pavlovich Barabashov
Nikolai Pavlovich Barabashov (30 de março de 1894 — 29 de abril de 1971) foi um astrônomo russo.
Barabashov graduou-se na Universidade de Carcóvia (Ucrânia) em 1919. Foi diretor do Observatório de Carcóvia em em 1930 e professor da mesma universidade em 1934, da qual também foi reitor de 1943 a 1946. Tornou-se um membro da Academia de Ciências RSS ucraniana em 1948.
Foi co-autor da publicação que desvendou as primeiras fotos do lado escuro da Lua em 1961, chamado Atlas of the Other Side of the Moon. A cratera em Marte Barabashov foi nomeada em sua honra em 1973. O asteroide Barabashov 2883, descoberto em 1978 pelo astrônomo soviético Nikolai Stepanovich Chernykh, recebeu o nome em sua homenagem.